# پیوتر تژاسکالسکی
پیوتر تژاسکالسکی (لهستانی: Piotr Trzaskalski؛ زادهٔ ۵ فوریهٔ ۱۹۶۴) کارگردان فیلم، و فیلم‌نامه‌نویس اهل لهستان است.
از فیلم‌ها یا مجموعه‌های تلویزیونی که وی در آن‌ها نقش داشته‌است، می‌توان به دوچرخه پدرم و همبستگی، همبستگی... اشاره نمود.